# Иньяума (станция метро)
Иньяума (порт. Estação Inhaúma) — станция Линии 2 метрополитена Рио-де-Жанейро. Станция располагается в районе Иньяума города Рио-де-Жанейро. Открыта в 1983 году.
Станция обслуживает около 10 000 пассажиров в день.
Станция имеет два выхода: Cemitério de Inhaúma и Padre Januário.

## Окрестности
- Кладбище Иньяума